# Fatamorgana
Fatamorgana u geofizici (arap. sarab, serab ili sirab) je optička pojava u Zemljinoj atmosferi, vrsta zrcaljenja u uzduhu, zbog kojega se pričinja kao da se u daljini vide predjeli i predmeti. Uzrok je prelamanje zraka svjetlosti i potpuno zrcaljenje (totalna refleksija) u različito ugrijanim slojevima uzduha. Fatamorgana se često vidi u pustinjama i tropskim krajevima (refleksija svjetlosti neba daje dojam jezera koje "bježi" kako se približavamo) i na moru (osobito u tjesnacu između Messine i Kalabrije; u pučkom se vjerovanju pripisivala djelovanju vile Morgane; legendu su na južnu Siciliju donijeli Normani). Zbog istoga uzroka vide se predmeti na moru (npr. brodovi) uzdignuti (nepreokrenuti).

## Miraž
Miraž (franc. mirage, od mirer < lat. mirari: čuditi se) je optička pojava koja nastaje zbog loma svjetlosti u atmosferi, kada raslojavanje atmosfere nije jednoliko, pa nastaje totalno odbijanje (reflekija) svjetlosti među različito zagrijanim slojevima atmosfere, te svijanje zraka svjetlosti. Zbog toga se npr. planine i otoci čine kao da su podignuti u visinu i odvojeni od površine Zemlje, predmeti se vide iskrivljeni, dvostruki, trostruki i drugo. Pri donjem miražu je konkavna strana zrake svjetlosti okrenuta prema gore, a pri gornjem miražu prema dolje. Među pojave miraža ubraja se i fatamorgana.

### Zeleni bljesak
Zeleni bljesak je optička pojava u atmosferi koja nastaje za vrijeme zalaska ili izlaska Sunca lomom svjetlosti na slojevima zraka različite gustoće, te traje nekoliko sekundi. Kut loma zelene svjetlosti malo je veći od kuta loma crvene svjetlosti, pa je prilikom izlaska i zalaska Sunca njegov gornji rub zelene boje, a donji crvene. Pojava se može opažati na svim zemljopisnim širinama, ali je za opažanje potrebna iznimno bistra atmosfera bez vlage.

## Slike
- Fatamorgana viđena na obali Queenslanda (Australija).
- Fatamorgana čamca.
- Razni prikazi fatamorgane na otocima Farallon, kako se vidi iz San Francisca.
- Fatamorgana čamca (6 slika je ubačeno u jednu).
- Fatamorgana na moru.
- Fatamorgana broda.
- Fatamorgana broda.
- Fatamorgana u pustinji.

## Vanjske poveznice
|  | Zajednički poslužitelj ima još gradiva o temi Fatamorgana |